# 特雷勒堡市镇
特雷勒堡是位於瑞典南部斯科訥省的自治市和港口，瀕臨波羅的海。在中世紀時是重要的漁業和商業中心。面積為342平方公里，而人口約39,477，人口密度為115/km²。
在市內著名的足球隊是特雷勒堡。